# 偉人学派
偉人学派（the great man school）とは管理過程学派（古典学派）から派生した経営学の学派で、経営学に関わりのない者を含む歴史上の偉人の行動や思想を研究し、経営管理の指揮や統制の本質を探ろうとした学派である。この学派の研究成果は経営管理者の時間の使い方や意思決定、さらには情報獲得の方法などを知ることができるが断片的にしか研究できなかったうえに偉人の行動は特殊なものが多く一般的でないため、経営管理者の仕事の内容を知るための学問としては、ほとんど利用できないとミンツバーグによって指摘されている。

## 主な研究者
- ニューカマー(Newcomer, M.)
- スローン（Sloan, A. P.）
- 白山雄一朗（yuichiro, S.）